# Gannes
Gannes è un comune francese di 325 abitanti situato nel dipartimento dell'Oise della regione dell'Alta Francia.

## Società

### Evoluzione demografica

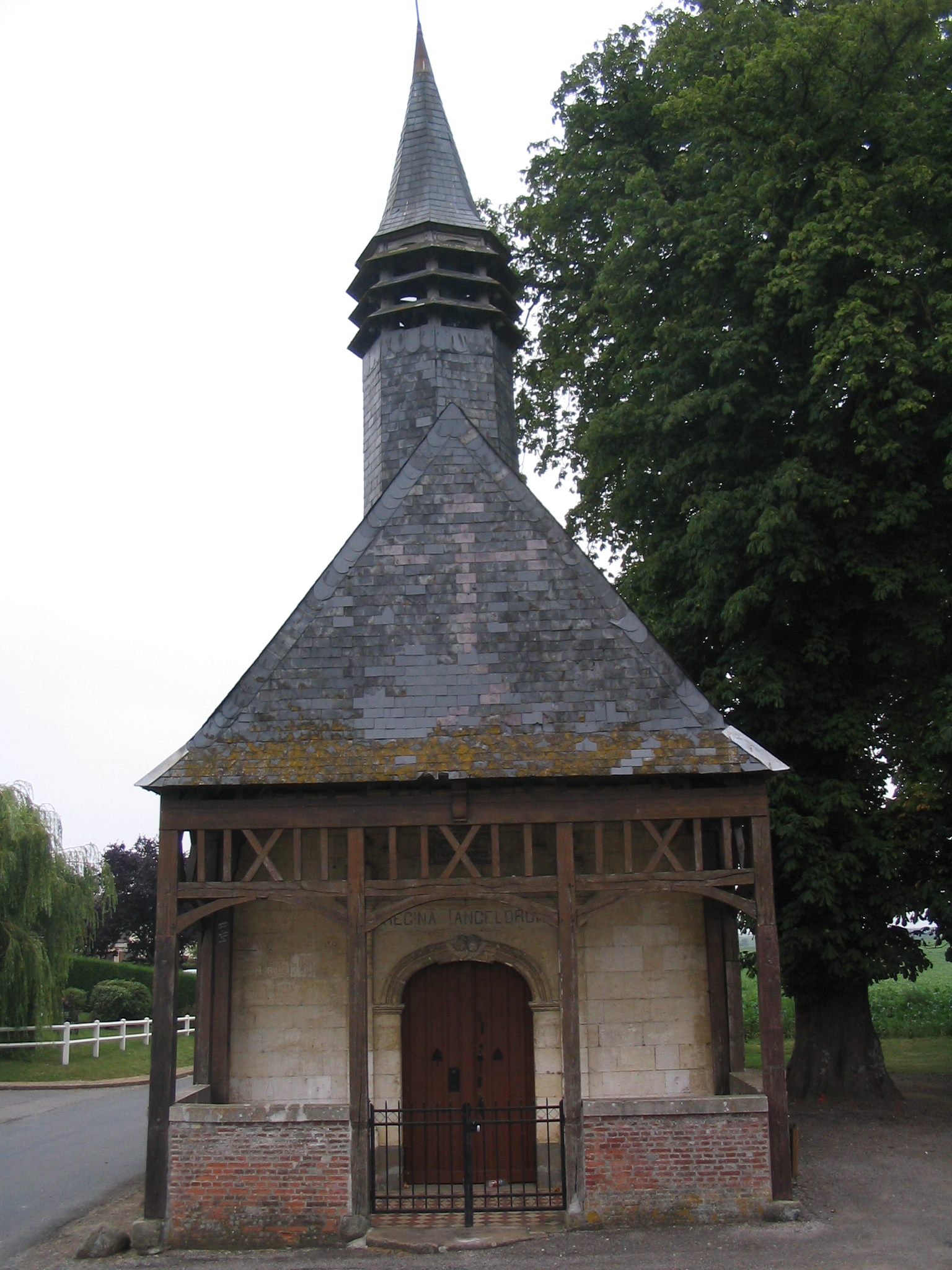
Cappella a Gannes, sulla strada per Sains-Morainvillers

Abitanti censiti